# 十一試水上中間練習機
十一試水上中間練習機（じゅういちしすいじょうちゅうかんれんしゅうき）は、大日本帝国海軍が試作した水上練習機。試作は川西航空機（略符号K6K）と渡辺鉄工所（略符号K6W）が行った。

## 概要
1936年（昭和11年）2月に、中島「寿」を搭載する水上中間練習機として川西と渡辺に対し試作が指示された。これを受けて川西は1937年（昭和12年）2月にK6Kの設計を開始し、1938年（昭和13年）4月30日に試作一号機が初飛行、渡辺は1936年4月に設計に着手し、1938年2月に試作一号機を完成させた。製造数はK6K、K6Wともに3機。
K6K、K6Wともに九三式水上中間練習機の性能向上型であり、K6Kには九四式水上偵察機の、K6Wには九六式小型水上機およびシャム国海軍水上偵察機の開発経験がフィードバックされていた。しかし、双方ともに着水時の安定性が九三式水中練より悪く、1940年（昭和15年）1月まで機体の改造による性能改善が講じられたが効果は薄く、ともに開発中止となった。

## 諸元
K6K
- 全長：9.3 m
- 全幅：12.2 m
- 全高：4.0 m
- 自重：1,300 kg
- 全備重量：1,800 kg
- エンジン：中島 寿二型改一 空冷星型9気筒（離昇580 hp） × 1
- 最大速度：232 km/h
- 航続時間：6時間
- 乗員：2名

K6W
- エンジン：中島 寿二型改一または改二 空冷星型9気筒（離昇580 hp） × 1
- 武装：
7.7mm固定機銃 × 1
7.7mm旋回機銃 × 1
30kg爆弾 × 2または10kg爆弾 × 4
- 乗員：2名